# Eriobotrya platyphylla
Eriobotrya platyphylla är en rosväxtart som beskrevs av Elmer Drew Merrill. Eriobotrya platyphylla ingår i släktet eriobotryor, och familjen rosväxter. Inga underarter finns listade i Catalogue of Life.